# Colubrina faralaotra
Colubrina faralaotra là một loài thực vật có hoa trong họ Táo. Loài này được (H.Perrier) Capuron mô tả khoa học đầu tiên năm 1966.